# Martinsville (Ohio)
Martinsville is een plaats (village) in de Amerikaanse staat Ohio, en valt bestuurlijk gezien onder Clinton County.

## Demografie
Bij de volkstelling in 2000 werd het aantal inwoners vastgesteld op 440.
In 2006 is het aantal inwoners door het United States Census Bureau geschat op 444, een stijging van 4 (0,9%).

## Geografie
Volgens het United States Census Bureau beslaat de plaats een oppervlakte van
1,1 km², geheel bestaande uit land. Martinsville ligt op ongeveer 324 m boven zeeniveau.

## Geboren
- William Dean Howells (1837-1920), schrijver, literair criticus, uitgever

## Plaatsen in de nabije omgeving
De onderstaande figuur toont nabijgelegen plaatsen in een straal van 16 km rond Martinsville.